# Doron Oren

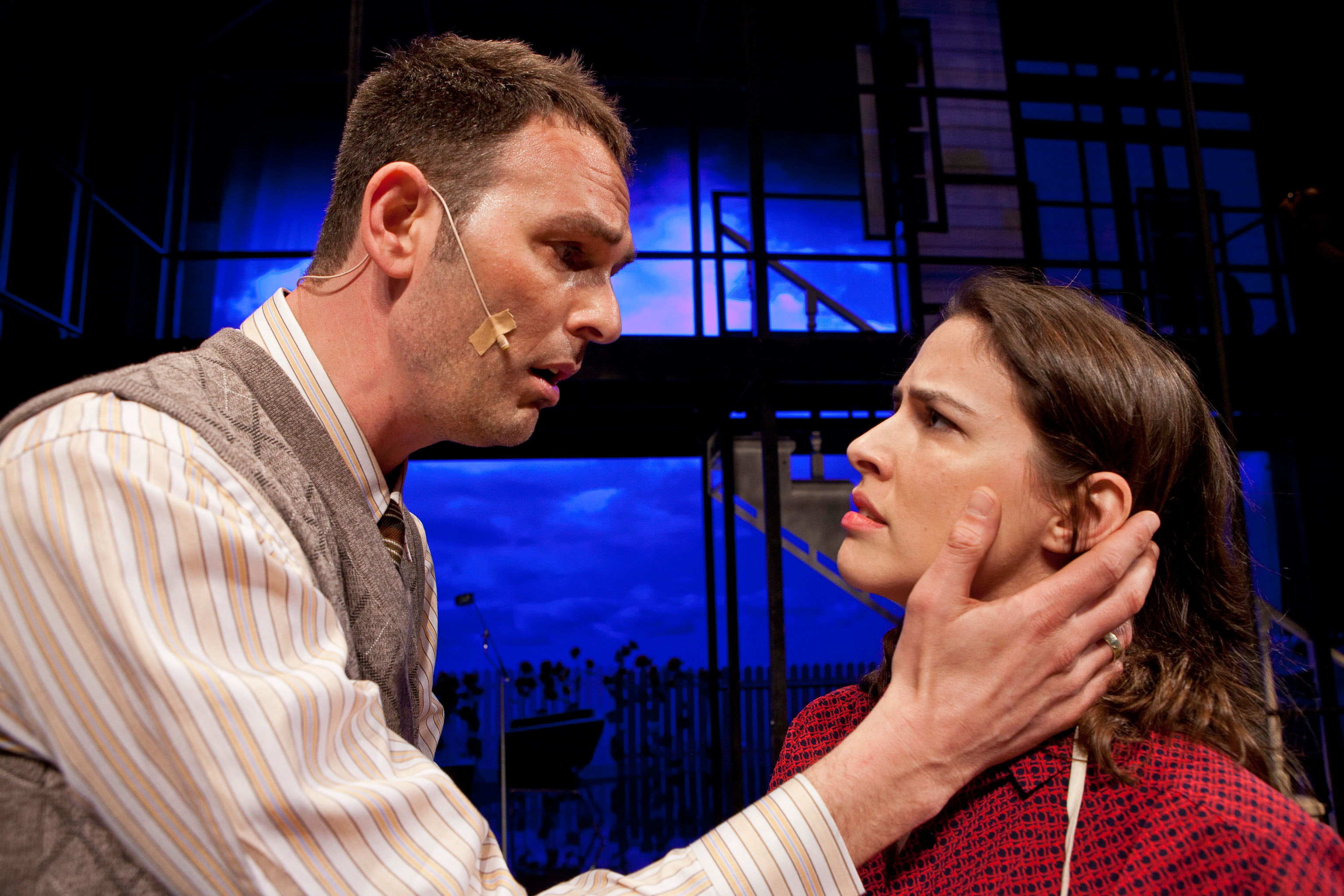

Doron Oren  (hebräisch דורון אורן; * 20. März 1969) ist ein israelischer Sänger.

## Leben
Oren ist Absolvent der Beit Zvi Arts School.
1992 moderierte er ein Musikprogramm für die Israeli Public Broadcasting Corporation.
1996 nahm er an Kdam Eurovision teil, mit dem Ziel, Israel beim Eurovision Song Contest zu vertreten. Er war Mitglied der Boygroup Eden, mit der er Israel 1999 beim Eurovision Song Contest vertrat. Er singt regelmäßig in der israelischen Fassung von Strictly Come Dancing.
Er hat an den hebräischen Synchronproduktionen mehrerer Fernsehserien mitgewirkt, darunter Totally Spies! und WunderZunderFunkelZauber – Die Märchen von Hans Christian Andersen. Im Jahr 2008 spielte er einen Reporter in dem Film Alles für meinen Vater.